# Liste der Bodendenkmäler in Hohenroth
Auf dieser Seite sind die Bodendenkmäler in der unterfränkischen Gemeinde Hohenroth zusammengestellt. Diese Tabelle ist eine Teilliste der Liste der Bodendenkmäler in Bayern. Grundlage ist die Bayerische Denkmalliste, die auf Basis des Bayerischen Denkmalschutzgesetzes vom 1. Oktober 1973 erstmals erstellt wurde und seither durch das Bayerische Landesamt für Denkmalpflege geführt wird. Die folgenden Angaben ersetzen nicht die rechtsverbindliche Auskunft der Denkmalschutzbehörde.

## Bodendenkmäler in Hohenroth
| Lage                              | Objekt | Akten-Nr.     | Bild                                                           |
| --------------------------------- | --- | ------------- | -------------------------------------------------------------- |
| Johann-Klöhr-Straße 36 (Standort) | Archäologische Befunde im Bereich der 1992 an Stelle der Kirche von 1803 errichteten katholischen Kirche St. Bartholomäus von Leutershausen mit Vorgängerbauten und Körpergräbern im Kirchhofbereich.     | D-6-5626-0018 |                                                                |
| Struthofstraße 1 (Standort)       | Archäologische Befunde des Mittelalters und der frühen Neuzeit im Bereich der 1889 an Stelle eines Vorgängerbaues errichteten katholischen Kirche St. Bonifatius von Windshausen mit ummauertem Kirchhof. | D-6-5626-0021 | Archäologische Befunde des Mittelalters und der frühen Neuzeit |
| (Standort)                        | Höhensiedlung der Urnenfelderzeit und Siedlung des frühen und hohen Mittelalters mit Abschnittsbefestigung sowie Fundamenten einer ehemaligen Kirche auf dem Veitsberg.                                   | D-6-5627-0007 |                                                                |
| (Standort)                        | Höhensiedlung des Jungneolithikums. | D-6-5627-0033 |                                                                |
| Kirchgasse 2a (Standort)          | Archäologische Befunde des Mittelalters und der frühen Neuzeit im Bereich der 1931 neu errichteten katholischen Kirche Mariä Geburt von Hohenroth mit Vorgängerbauten und ehemaligem ummauertem Kirchhof. | D-6-5627-0149 | weitere Bilder                                                 |